# Аппен, Александр Алексеевич
Александр Алексеевич Аппен (22 апреля 1910 год, село Заболотье, Великолукский уезд, Псковская область — 20 декабря 1979 год) — советский учёный в области химии и технологии неорганических материалов, заслуженный деятель науки и техники РСФСР, доктор химических наук.
Родился 22 апреля 1910 года в селе Заболотье Дроздовской волости Великолукского уезда Псковской губернии (в настоящее время — Новосокольнический район Псковской области) в семье сельского медфельдшера.
Учился в Вязовской и Пошивкинской школах первой ступени, Великолукской школе второй ступени (1920—1927). Два года работал учителем Детковической начальной школы Великолукского района.
В 1934 году окончил Ленинградский химико-технологический институт им. Ленсовета, работал в ГОИ (Государственном оптическом институте), на предприятиях силикатной промышленности Ленинграда и в лаборатории химии силикатов ИОНХ АН СССР.
Во время войны работал на государственной зеркальной фабрике, входил в группу противохимической обороны.
В 1948 году был одним из организаторов Института химии силикатов им. Гребенщикова АН СССР, где потом работал до последних дней жизни. С 1957 года зав. лабораторией физикохимии высокотемпературных покрытий.
Доктор химических наук. Создатель научной школы физико-химиков, технологов по стеклу и покрытиям. Автор 20 изобретений.
Заслуженный деятель науки и техники РСФСР.
Награждён орденом Трудового Красного Знамени и медалями.
Умер 20 декабря 1979 года.
Сочинения:
- Аппен, Александр Алексеевич. Химия стекла [Текст]. — 2-е изд., испр. — Ленинград : Химия. Ленингр. отд-ние, 1974. — 351 с. : ил.; 22 см.
- Температуроустойчивые неорганические покрытия [Текст] / А. А. Аппен. — 2-е изд., перераб. и доп. — Ленинград : Химия, Ленинградское отделение, 1976. — 295 с. : ил. ; 22 см.